# Final de la Copa del Rey de fútbol 2001-02
La final de la Copa de SM el Rey 2001-02, fue la 100.ª edición de la final desde su establecimiento. La Real Federación Española de Fútbol fijó esta final el 6 de marzo de 2002 en el Estadio Santiago Bernabéu, como homenaje por el centenario del Real Madrid Club de Fútbol, recientemente nombrado Club del Siglo de la FIFA. 
Los equipos que la disputaron fueron el Real Madrid Club de Fútbol y el Real Club Deportivo de La Coruña, con victoria de los deportivistas por 1–2. Esta final fue apodada por la prensa como el centenariazo, en analogía al maracanazo, al producirse la derrota contra pronóstico del equipo favorito y local.

## Prolegómenos

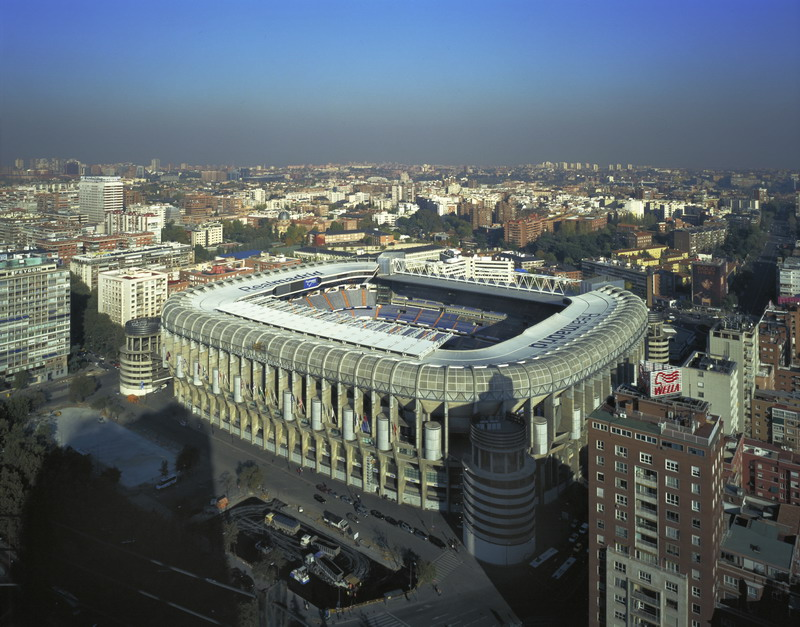
Estadio Santiago Bernabéu

El que acabaría siendo el campeón, el Deportivo de La Coruña tuvo una trayectoria complicada, pese a que comenzó goleando al Marino de Luanco y a Cultural Leonesa y no tuvo ni que jugar contra el CE L'Hospitalet por incomparecencia catalana, los problemas llegaron al enfrentarse en cuartos al Real Valladolid. En la ida disputada en Riazor el Depor consiguió una muy buena renta de 2 goles anotados por Joan Capdevila y Roy Makaay, pero cuando llegaron a Zorrilla llegaron los problemas creados quizá por la confianza adquirida de la renta conseguida en La Coruña. Al final, en la prórroga de la eliminatoria, Diego Tristán de penalti dio el pase a los gallegos.
En las semifinales les tocó el sorprendente Figueras, equipo de Segunda B que había apeado de la competición del KO a rivales como el FC Barcelona o CA Osasuna, pero los deportivistas no se amedrentaron y consiguieron el pase a la gran final venciendo en Figueras con gol de Diego Tristán y empatando a 1 en Riazor.
El Real Madrid, por su parte, necesitó el 'factor Bernabéu' para llegar a la final, ya que solo venció en Fuerteventura y Lanzarote en las rondas preliminares. El equipo blanco perdió en Tarragona, Vallecas y Bilbao. Pero en el Estadio Santiago Bernabéu hizo unos auténticos partidazos y consiguió el billete que daba acceso a la final. La primera prueba de fuego fue la eliminatoria de octavos contra el Nástic de Tarragona, parecía fácil para los merengues pero se vieron sorprendidos por los catalanes en el Nou Estadi perdiendo por 1-0. En el Bernabéu se logró la remontada venciendo a los tarraconenses por 4-2, pero el Nástic se quedó a un gol de eliminar a los blancos.
La siguiente prueba de fuego de los blancos era el Rayo Vallecano de Madrid, todo un derbi madrileño. En la ida el equipo fue todo un huracán y aplastó a los franjirojos por 4-0. La vuelta solo sirvió para que el Rayo diera una alegría a su hinchada y los vallecanos vencieron 1-0 en el Estadio de Vallecas a unos blancos que no temieron la eliminación en ningún momento.
Las semifinales enfrentaban a los blancos con el Athletic Club, uno de los dos equipos que supera en palmarés de Copa al Real Madrid. La ida se disputó en el San Mamés y todo empezó muy bien para los blancos con un gol de Zinedine Zidane a los cinco minutos de juego, pero el equipo bilbaíno consiguió remontar y dejar el resultado en un 2-1. Otra vez, tocaba épica en el Estadio Santiago Bernabéu, y el equipo, con el empuje de un estadio lleno, aplastó a los vascos por 3-0.

## Fecha y sede
Tanto la sede, Estadio Santiago Bernabéu, como la fecha de la final, 6 de marzo de 2002, que fue fijada a principio de temporada por la Real Federación Española de Fútbol para hacerla coincidir con el día de la fundación del Real Madrid C. F., fueron elegidas para homenajear al club madridista que esa fecha cumplía 100 años.

## Ficha del partido
| 13 | POR | César Sánchez      |     |
| 2  | DEF | Míchel Salgado     |     |
| 4  | DEF | Fernando Hierro    |     |
| 22 | DEF | Francisco Pavón    | 46' |
| 3  | DEF | Roberto Carlos     |     |
| 24 | MED | Claude Makélélé    |     |
| 6  | MED | Iván Helguera      |     |
| 10 | MED | Luís Figo          | 83' |
| 5  | MED | Zinedine Zidane    |     |
| 7  | DEL | Raúl               |     |
| 9  | DEL | Fernando Morientes | 67' |
| DT | DT  | Vicente del Bosque |     |

| 1  | POR | José Francisco Molina |     |
| 12 | DEF | Lionel Scaloni        |     |
| 4  | DEF | César Martín          |     |
| 5  | DEF | Noureddine Naybet     |     |
| 3  | DEF | Enrique Romero        |     |
| 16 | MED | Sergio González       |     |
| 6  | MED | Mauro Silva           |     |
| 18 | MED | Víctor Sánchez        | 88' |
| 21 | MED | Juan Carlos Valerón   | 62' |
| 10 | MED | Fran                  | 83' |
| 9  | DEL | Diego Tristán         |     |
| DT | DT  | Javier Irureta        |     |

| 21 | MED | Santiago Solari | 46' |
| 14 | MED | Guti            | 67' |
| 8  | MED | Steve McManaman | 83' |

| 23 | MED | Aldo Duscher   | 62' |
| 15 | DEF | Joan Capdevila | 83' |
| 8  | MED | Djalminha      | 88' |

|  | 58' | Raúl | 1-2 |

|  | 6'  | Sergio González | 0-1 |
|  | 38' | Diego Tristán   | 0-2 |

|  | 25' | Fernando Hierro |
|  | 65' | Santiago Solari |
|  | 81' | Iván Helguera   |

|  | 10' | Mauro Silva          |
|  | 31' | Víctor Sánchez       |
|  | 70' | Fran                 |
|  | 90' | José Franciso Molina |

| Árbitro | Manuel Mejuto González |
| Reporte |                        |

| 13 | POR | César Sánchez      |     |
| 2  | DEF | Míchel Salgado     |     |
| 4  | DEF | Fernando Hierro    |     |
| 22 | DEF | Francisco Pavón    | 46' |
| 3  | DEF | Roberto Carlos     |     |
| 24 | MED | Claude Makélélé    |     |
| 6  | MED | Iván Helguera      |     |
| 10 | MED | Luís Figo          | 83' |
| 5  | MED | Zinedine Zidane    |     |
| 7  | DEL | Raúl               |     |
| 9  | DEL | Fernando Morientes | 67' |
| DT | DT  | Vicente del Bosque |     |

| 1  | POR | José Francisco Molina |     |
| 12 | DEF | Lionel Scaloni        |     |
| 4  | DEF | César Martín          |     |
| 5  | DEF | Noureddine Naybet     |     |
| 3  | DEF | Enrique Romero        |     |
| 16 | MED | Sergio González       |     |
| 6  | MED | Mauro Silva           |     |
| 18 | MED | Víctor Sánchez        | 88' |
| 21 | MED | Juan Carlos Valerón   | 62' |
| 10 | MED | Fran                  | 83' |
| 9  | DEL | Diego Tristán         |     |
| DT | DT  | Javier Irureta        |     |

| 21 | MED | Santiago Solari | 46' |
| 14 | MED | Guti            | 67' |
| 8  | MED | Steve McManaman | 83' |

| 23 | MED | Aldo Duscher   | 62' |
| 15 | DEF | Joan Capdevila | 83' |
| 8  | MED | Djalminha      | 88' |

|  | 58' | Raúl | 1-2 |

|  | 6'  | Sergio González | 0-1 |
|  | 38' | Diego Tristán   | 0-2 |

|  | 25' | Fernando Hierro |
|  | 65' | Santiago Solari |
|  | 81' | Iván Helguera   |

|  | 10' | Mauro Silva          |
|  | 31' | Víctor Sánchez       |
|  | 70' | Fran                 |
|  | 90' | José Franciso Molina |

| Árbitro | Manuel Mejuto González |
| Reporte |                        |

## Trayectoria posterior
Tras la final de Copa, el Real Madrid acabó tercero de una Liga que conquistó el Valencia CF 31 años después. Sin embargo, dos meses después, el Real Madrid se proclamó campeón de Europa por novena vez, en la final de Liga de Campeones del 15 de mayo, disputada en el Hampden Park de Glasgow. Posteriormente, se alzó con la Supercopa de Europa 2002 y la Copa Intercontinental 2002, cerrando el año del «centenario madridista» con un «triplete internacional». 
Por su parte, el Real Club Deportivo de La Coruña se impuso al Valencia CF en la Supercopa de España 2002 por un global de 4–0, 3–0 en Riazor y 0–1 en Mestalla, además de ser subcampeón de liga

## Filmografía
- Retransmisión TVE (06/03/2002), «Final de Copa de SM el Rey 2001/02» en YouTube